# Fällberg
Der Fällberg ist ein 844 m hoher Berg im sächsischen Erzgebirge. Er liegt nordwestlich der beiden Breitenbrunner Ortsteile Steinheidel und Erlabrunn und nach der Naturraumkarte von Sachsen in der Mesogeochore „Abdachung am Schwarzwasser“.
Unweit vom Fällberg liegen die Siedlungen Fällbach und Rote Grube. Der Berggipfel ist bewaldet und nicht durch Wege erschlossen. In der Nachbarschaft liegt der Eselsberg.